# لورنیانوسور
لورنیانوسور (نام علمی: Lourinhanosaurus antunesi) نام یک گونه از شاخه طنابداران است.